# Proteína de Bence Jones

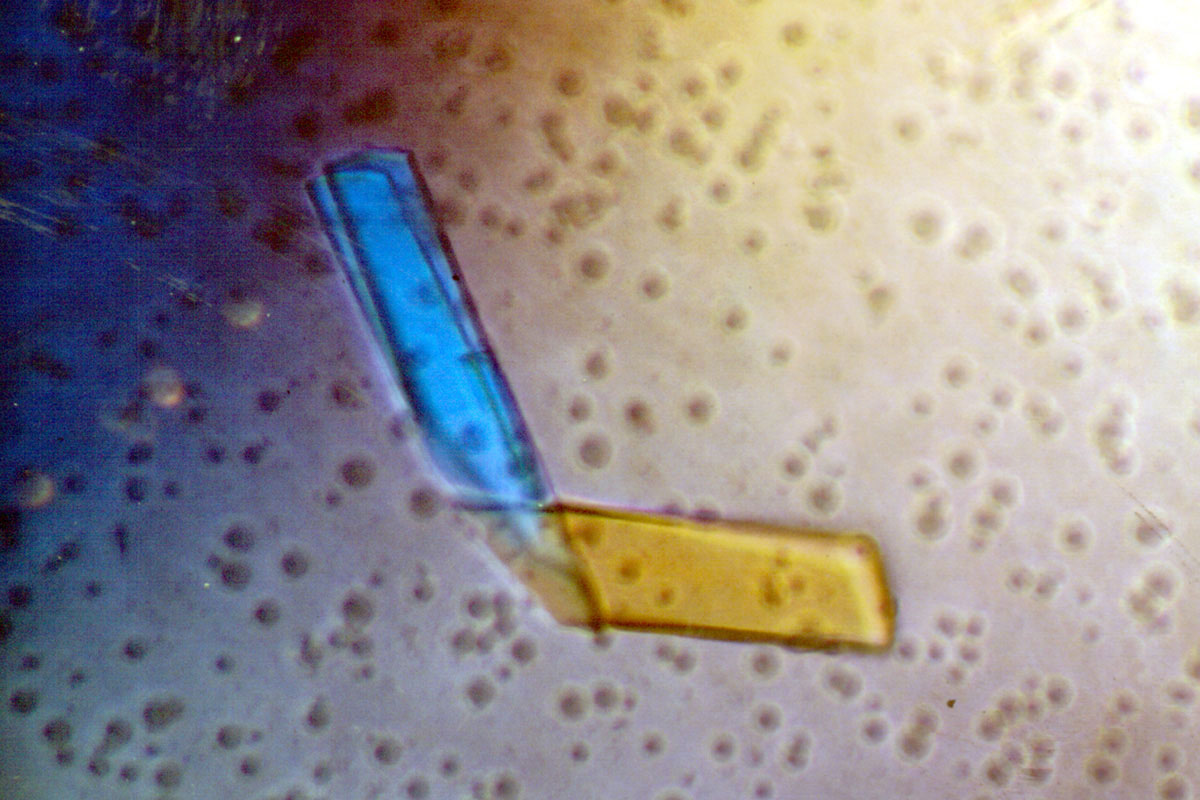
Um cristal de proteína de Bence Jones.

A proteína de Bence Jones é uma proteína monoclonal ou imunoglobulina de cadeia leve encontrado na urina, com um peso molecular de 22 a 24 kDa. A presença da proteína de Bence Jones na urina pode ser sugestiva de mieloma múltiplo ou Macroglobulinemia de Waldenstrom.
A proteína de Bence Jones é um diferencial para o diagnóstico de mieloma múltiplo em contexto de manifestações de órgão-alvo, tais como a insuficiência renal, lesões ósseas (lesões líticas), anemia, ou um grande número de células plasmáticas na medula óssea. As proteínas de Bence Jones estão presentes em 2/3 dos casos de mieloma múltiplo.
As proteínas são cadeias leves de imunoglobulinas (paraproteinas) produzidas por células plasmáticas neoplásicas. Elas podem ser do tipo kappa (a maior parte do tempo) ou lambda. As cadeias leves podem ser fragmentos de imunoglobulinas ou imunoglobulinas individuais homogêneas. Elas são encontrados na urina, como resultado da diminuição da capacidade de filtração renal devido a insuficiência renal, por vezes induzida por hipercalcemia do cálcio liberado através da destruição óssea ou de cadeias leves.[carece de fontes?]
As cadeias leves têm, historicamente, sido detectadas pelo aquecimento de uma amostra de urina (o que faz com que a proteína se precipite) e agora por eletroforese de urina concentrada. Mais recentemente, o teste de cadeias leves livres no soro (Freelite) tem sido utilizado em estudos publicados que indicam superioridade sobre os testes de urina, particularmente para os pacientes que produzem baixos níveis de cadeias leves livres monoclonais, como visto no mieloma múltiplo não secretor e amiloidose de cadeia leve.

## História
A proteína de Bence Jones foi descrita pelo médico inglês Henry Bence Jones em 1847 e publicada em 1848.